# 塔垃氏鏢鱸
塔垃氏鏢鱸為輻鰭魚綱鱸形目鱸亞目河鱸科的其中一種，分布於美國喬治亞州及阿拉巴馬州的淡水流域，棲息在中底層水域。